# 叙利亚内战年表 (2011年5月—2011年8月)
本页面记述2011年5月至8月叙利亚内战的主要事件。

## 五月

### 上旬
5月1日
尽管在德拉和Douma地区政府加大了逮捕与袭击力度，但是全国各地还是发生了抗议活动。
在德拉，叙利亚军队持续用坦克朝房屋开炮。
5月2日
军队繼續圍困德拉。前一天安全部队在泰勒凱萊赫打死40个平民。截止5月2日，已有4000人突破边境进入黎巴嫩。
5月5日
有许多坦克被派往霍姆斯进行镇压。军队突然袭击了Saqba和大马士革的一些郊区。根据国家电视台的报道，军队从德拉撤出。当天晚些时候，军队准备像对付德拉的示威者一样去攻击巴尼亚斯的抗议者。
大约100辆坦克和部队抵达Al-Rastan，此前该地的示威者拉倒了前总统的雕像，且他们面对政府的逮捕和镇压表现出的革命声势更加强大。
5月6日

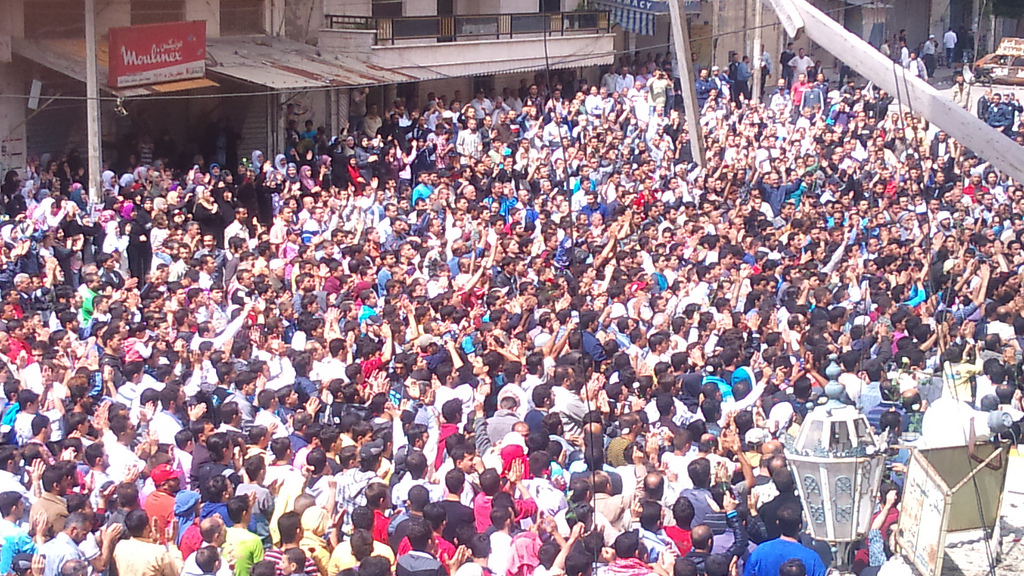
5月6日叙利亚人在巴尼亚斯举行的集会

大量反政府示威活动发生，在大马士革和东北部的库尔德人居住区尤为突出。在霍姆斯，一个武装组织袭击了一个军事检查点，导致11名士兵死亡。在霍姆斯和哈马，16名平民被部队打死。
5月7日
部队对巴尼亚斯展开围攻，导致6个平民死亡，包括4名妇女。
5月8日
部队对德拉附近的Tafas展开围攻，并至少逮捕了250人。
5月9日
部队持续在巴尼亚斯、Tafas、霍姆斯进行挨家挨户的搜捕行动。在大马士革也有逮捕行动，有人还听到了枪炮的声音。
5月10日
部队准备在哈马展开围攻，而以上一些城市的围攻和逮捕行动还在进行中。欧盟对13名叙利亚高官实施制裁。由于叙利亚对示威者持续进行镇压活动，科威特将取代叙利亚在联合国人权理事会的代表资格。

### 中旬
5月11日
部队对霍姆斯的镇压力度加大，坦克炮擊造成至少5人死亡。联合国秘书长潘基文要求联合国工作人员进入德拉。
5月12日
在阿勒颇，抗议者受到大量的逮捕。部队持續攻擊霍姆斯、塔法史（Tafas）和巴尼亚斯的叛軍。坦克也開始进入哈马地區。坦克和部队也開始攻擊Dael、賈西姆（Jassem）和Al-Harah地区的叛軍。
5月13日
据报道，巴沙尔·阿萨德命令部队不要对示威者开枪。
部队在全国设置了检查点和路障。在哈马，卡米什利和霍姆斯发生示威活动。东北部的库尔德人地区抗议活动激化。在德拉举行的集会遭到部队射击的警告。在大马士革的集会出现了非常多的警察，尤其是在Midan郊区有数千名军警长官在那里试图阻止抗议的人群向其他地区扩散。在巴尼亚斯和拉塔基亚想举行示威的民众则受到军火的袭击。
敘利亞政府在追捕殺死98名士兵和22名警察的恐怖分子時，分别在霍姆斯擊斃三人，在大马士革擊斃两人，在德拉擊斃一人。。
尽管政府派出更多军警加大了镇压的力度，但是大马士革的抗议越演越烈。
5月14日
当局持续切断德拉地区的食物供应，试图阻止当地人举行示威。
5月16日
叙利亚政府繼续平叛行动，在霍姆斯擊斃七人，有五名士兵死於當地武裝分子的攻擊。截止當日已有5000人越过边境进入黎巴嫩。在德拉，当人们被部队允许短暫外出後，人们在當地发现了一個集體坟墓。
5月17日
在霍姆斯的安全部队的政治负责人和其他四名长官被當地武装组织打死。
一名人權律師宣稱叙利亚政府对泰勒凱萊赫的鎮壓导致至少27名平民喪生。在大马士革，数千人参加了为前一天被擊斃的示威者举行的葬礼。在阿勒颇有大学生试图举行抗议活动，遭到驱散。反對派呼吁在周三举行全國性罢工。
5月19日
在大马士革并没有出现罢工现象，而在其他地区则有比较大的罢工运动。美国对7名叙利亚高官实施制裁，其中包括总统巴沙尔·阿萨德、副总统沙雷、总理萨法尔、内政部长和国防部长，冻结他们在美国境内的资产。奥巴马同时授权美国财政部长与国务卿一道根据其命令对更多叙利亚政府高官和实体采取制裁措施。。
5月20日
当天鎮壓行動中，有包括两名男孩在内的至少23人死亡，其中大部分死于霍姆斯。亚述基督徒也首次加入抗议行列，有许多人被逮捕。
示威者烧毁了位于Abou-Kamal地区的复兴党建筑。大马士革的Berze地区被部队包围，该地的电力也被切断，在那里四个示威者被打死。在Berze，部队把汽油浇在人们的房屋上面，然後放火。打死的23人其中有9人死于哈马，还有9人死于Kafr Nabal。在卡米什利，库尔德人看到了许多抗议的人群。而在哈马、霍姆斯、Sanamin、哈塞克、代尔祖尔、巴尼亚斯和拉塔基亚等地也都有数千人举行抗议活动。

### 下旬
5月21日
从20日到21日的死亡数字增至76人。在霍姆斯，部队朝举行葬礼的人群开枪，杀死22名哀悼者。一个视频显示，一些士兵在嘲弄他们收集到的抗议者的尸体。
5月24日
人权组织宣布死亡的叙利亚平民的数字已经超过了1100人。他们也证实那些拒绝向抗议者开枪的士兵遭到了部队的处决。一个大型的反对派组织计划在本月底到土耳其开会，他们还要尝试选举出一个过渡的议会，并同国内的抗议者进行联系，并且还要出席一个国际团体。
5月25日
13岁男孩Hamza Ali Al-Khateeb的尸体被送回他家里。他的生殖器被割掉，全身布满伤痕，因身中三槍而亡。Hamza与父母住在德拉省一个名叫“Al Jeezah”或“Al Giza”的村庄里。他与家人曾参加一个为了打破政府军对德拉围攻的集会，他後來被部队拘留。根据验尸证明，他的生殖器先被切除后被射杀。医学主管Akram El-Shaar医生否认Hamza受到刑讯折磨，他表示他在大马士革检验过尸体并没有看到刑讯的印记，还说是腐烂导致了尸体的畸形。
同日，叙利亚官方报纸《十月日报》援引总统阿萨德对宗教领袖发表的讲话称，他保证即将“在南部德拉市和所有叙利亚省份”进行改革。巴沙尔当天是在德拉市作上述表态的。
叙利亚政府本周宣布降低燃油价格，承诺放松对媒体的管制。
5月26日
抗议者计划于本周五即27日举行更大规模的示威活动，名为“保卫者之荣耀”（Honor to the Guardians），目的是请求部队保护自己的国民而非只听从政府命令。
5月27日-“保卫者之荣耀”
全国发生了抗议活动，共有7名抗议者死亡。巴尼亚斯、Berze、Qatana、Deir al-Zur、Zabadani、Dael、德拉、Ablu Kamal和霍姆斯各有数千名的示威者。而在哈马则有上万人举行了抗议。
5月30日
当天有14个平民被部队杀死，包括一名女孩。在军队对德拉和霍姆斯这两大地区进行围攻后，两地的城镇和乡村都有广泛而密集的示威者，尤其在霍姆斯附近最多。
5月31日
总统巴沙尔·阿萨德当日颁布大赦令，释放2011年5月31日前所有加入穆斯林兄弟会的在押人员和所有被关押的政治党派的政治犯。根据赦免令刑事犯也获减刑，被判死刑的改为终身监禁，终身监禁的犯人改为服刑20年，并释放所有年满70岁的临时关押人员和所有轻度犯罪的犯人。最近叙利亚政府宣布愿与反对派进行对话，并准备在全国范围内进行全面民族对话。但是反对派要求首先释放所有的政治犯，军队从动乱城镇撤离，然后进行对话。此次颁布大赦令是为政府与反对派进行对话做准备。
同日，报道说在Rastan和Talbisehmedia的居民拿起武器同部队作战，以阻止部队进入这两个城市。部队也开始使用大炮部队攻击这两地。

## 六月

### 上旬
6月2日
目击者说部队当天在Rastan破坏了示威者据点的大量建筑。人权组织说在Rastan死亡的平民数量达到了41人以上，其中包括两名小女孩。人权观察发布报告说叙利亚当局实施的一系列严重侵犯人权的行为足以构成“反人类罪”，“联合国必须让这个政府承担责任”，该报告使用的标题为“我们从未目睹如此暴行：德拉的反人类罪行”。
6月3日-“儿童星期五”
这个周五名为“儿童星期五”（Friday of Children），全国各地也发生了示威，包括大马士革的郊区和德拉。德拉以外最大的示威活动发生在哈马，大约有五万人举行抗议。叙利亚政府关闭了大部分国内的互联网通信服务，因此导致网络活动减少了三分之二。
在哈马就有64人被部队杀害。美国国务卿希拉里·克林顿表态说阿萨德正在失去执政的合法性。
6月4日
大量的葬礼在哈马和其他城市举行。从昨天至今死亡的人数达到72人。政府将坦克派往哈马以准备围攻这个城市。
报道说在Rastan政府军乘坐直升机射杀示威者，打死至少10人。
6月6日
叙利亚国家电视台报道说有120士兵在Jisr al-Shughour被一个埋伏的“武装团伙”所杀。居民则说那些士兵是被政府军处决的，因为他们不愿意对示威者开枪。根据一些视频显示，那些士兵是被站在后面的部队射杀。叙利亚政府也宣称在戈兰高地有20名叙利亚示威者被以色列国防军枪杀。

### 中旬
6月13日
到了当天，直升机和坦克的攻击使得Jisr ash-Shugur几乎成了一座空城。许多居民离开这个城市进入土耳其。一些目击者称，一些部队与当地的自卫武装者交火，部队也挨家挨户进行搜查逮捕。目击者也说一些平民被射中，包括一名16岁的男孩。有目击人说许多进入该地的士兵是伊朗人，尽管伊朗政府否认他们派部队到叙利亚。一名叛變士兵宣稱那些向天空而不是向民众开枪的士兵遭到背後的士兵槍擊。
6月14日
由于围攻Jisr ash-Shugur的部队遭到大量抵抗，于是政府加大围攻的力度，并且包围了北部城镇Maraat al-Numaan。
部队抵达Ariha并射杀6个平民。在代爾祖爾也有6个示威的平民被打死。在阿布凱馬勒也出现了部队。
一名溜进德拉的记者报道说，德拉大部分已经被封锁，并且不允许任何外来的物资供应。因此，德拉人将面临饥荒。5000个居民被拘留关押在当地的体育场里。
6月18日
政府军猛攻距离土耳其边境仅仅两公里的Bdama。占据了该地中心后，部队做了大量逮捕行动。难民们说部队无区别地朝该地的躲在房屋后面和大街上的居民开枪。为了对伊德利卜省和别处的部队对示威者使用致命的攻击行为表达抗议，报道说在阿布凱馬勒、代爾祖爾、Madaya、霍姆斯、哈马、拉塔基亚以及大马士革的几个地区在夜间都发生了抗议活动。
6月19日
反对派活动家成立了一个“国家委员会”（National Council），该组织发言人Jamil Saib在土耳其边境说国家委员会“代表包括了叙利亚国内外的所有团体的政治力量，以领导叙利亚革命”。
报道说叙利亚部队阻止难民逃往土耳其，并且也向那些向士兵提供物资和慰问的难民开火。活动家说数千人正在被禁止离开叙利亚。
6月20日
阿萨德总统在中午发表了一个小时的演说，他谴责“故意搞破坏的人”（vandals）、“激进和冒犯宗教的个人主义行为”以及“外部的阴谋”，同时他也承认一些示威者的要求是合法的。他说政府同意向前改革，他也计划同反对派见面讨论如何创建一部新宪法和其他事项。不过，他没有列出改革的时间表和同哪些具体的反对派的领袖会面。他也宣布了一个针对“和平示威者”的大赦，并警告部队会继续打击“恐怖分子”（即他认为的使用暴力的示威者）。在演讲中，他说超过64000人会被控以“煽动叛乱”和“恐怖行径”的指控。他说新的议会选举会尽快于今年8月举行，而一些改革举措会在9月底开始展开。
半岛电视台报道说，有拒绝镇压民众的政府軍士兵在土耳其加入了反阿萨德的行列。
演讲结束后，许多示威者聚集在大马士革的郊区、德拉、哈马、阿勒颇、霍姆斯、巴尼亚斯、卡米什利、哈塞克和拉塔基亚等地举行反政府的抗议。活动家针对阿萨德的改革言论表态说“与杀人凶手没有话可谈”。
土耳其政府派出一名特使到大马士革，要求叙利亚政府开除有“暴徒首领”之稱的马希尔·阿萨德的職務。

### 下旬
6月21日
叙利亚政府鼓动所有复兴党成员举行支持总统的集会，这些集会遍布数个城市，其中以大马士革的数量最多，高达上万人聚集在广场。而一些相对立的反政府集会却遭到部队的攻击，导致在哈马和霍姆斯共7名抗议者死亡。
6月22日
出于对阿勒颇增长的反政府示威活动的恐惧，警察突袭了阿勒颇大学，并逮捕了几十人。部队在当地的公路上靠设置路障试图限制出入阿勒颇的人流和物资供应。反对派批驳了阿萨德的大赦声明。目击者说，在该国北部的一个监狱里，当政府开始释放普通罪犯而非政治犯的时候，里面发生了暴动。
6月23日
反对派计划本周五的大型示威名为“失去合法性的星期五”（Friday of Lost Legitimacy）。
6月24日-“失去合法性的星期五”
作为最大的一个抗议日之一，当天举行了许多示威活动。起初，人们位于大马士革中心开始抗议，他们遭到部队枪击后，有6人死亡。此外，在该国的其他地方也有9名抗议者被杀，因此当天遇害的抗议者总数为15人。最大的抗议发生在哈马，大约两万人参加。大约有1.5万人在大马士革连接阿勒颇的高速公路上示威。大马士革的郊区Zabadani也有主要示威发生，这是该地区第一次发生。其他城市包括有霍姆斯，德拉，拉塔基亚，卡米什利，Al-Kisweh和Al-Quasyr等地。政府在通往阿勒颇附近的路上设置收容所和路障，以阻止阿勒颇人外流。
欧盟当天扩大了对叙利亚政府的制裁措施。
6月25日
周五的死亡总数为18人。部队进入该国非常偏北的一个村庄，而当地村民为了躲避部队都逃到了土耳其境内。他们还在两国边境地区驻扎了大量士兵。
6月29日
随着抗议的持续，部队持续进入并攻击Idlib省的村庄，并在Rameh村杀死四人。部队也在Marayn、Ihsim、Barshoun和al-Bara活动。
6月30日
在该国第二大城市阿勒颇的许多地区都有大型集会，如Al Masharqah、Seif El Dawla、Alsakhur、Jamiliah、Bab El-Nasr、Bab El-Hadeed、阿勒颇大学和其他地方，至少有一个参与者被杀。
本周五的活动计划名为“离去星期五”（Friday of Departure）

## 七月

### 上旬
7月1日-“离去星期五”
截止目前，全国都举行了最大型的示威活动。在哈马估计有40万人参加了反政府的集会，成为至今规模最大的一次集会。在别处也有上万人的抗议举行，如霍姆斯。在阿勒颇，在被部队驱散之前大约有1万人走上大街举行抗议，这也是该地规模最大的一次抗议活动。在大马士革的Hajjar al-Aswad，有6000人在大街上示威。在安曼和约旦驻该国的大使馆外面，也有支持阿萨德的集会发生。统计当天有31名抗议者被杀：18人在Edlib，9人在霍姆斯，2人在大马士革，1人在拉塔基亚，1人在阿勒颇。
7月2日
在哈马、Deir ez-Zor、Duma、Idlib（尽管被围攻）、Rastan、拉塔基亚和阿勒颇的Adhamiya都举行了反政府的集会。在Idlib的Khan Shaykhun附近的哈马与阿勒颇之间的公路上，出现了坦克部队。
7月3日
叙政府开始在哈马展开坦克和军队部署，有报道说在该地有枪火和大量的逮捕行动发生。
在大马士革市区和乡村持续发生了一些反对阿萨德的集会，在郊区哈賈拉斯瓦德有两名抗议者被警察打死。
7月5日
在大马士革有许多人被逮捕；在哈马有11人被部队打死。
7月6日
大赦国际呼吁联合国干预叙利亚局势，并宣称持续针对示威者的暴力会持续构成反人类罪。之后该组织发布了一个报告，它记录了5月份叙军队清扫西部泰勒凱萊赫村庄的情况。叙政府宣称有许多死者是被犯罪黑帮杀害的。
7月7日
计划本周五即7月8日的示威名为“无对话星期五”（Friday of No Dialogue），因为反对派强调他们不相信政府会进行改革，而且在有大量示威者已被政府军杀害的情况下与政府对话没有用处。
哈马的死亡人数升到了22人。
7月8日-“无对话星期五”
在哈马的Al-Assy广场出现了规模最大的一次集会，大约50万名抗议者聚集在一起，而法国和美国驻该国的大使也出现在现场。根据活动家所说，这是至今举行的最大的一场单一集会。在大马士革及其乡村，霍姆斯、伊德利卜、代尔祖尔、拉塔基亚、卡米什利和德拉也有示威发生。而在大马士革中心地带，部队近距离朝抗议人群开火的画面也被拍摄了下来。活动家说当天有13人被打死，超过40人受伤。
7月10日
部队对霍姆斯发动袭击，至少打死1人。而于8日曾参与了集会活动的法国和美国大使被召唤到叙利亚外交部。
在大马士革外面的Demas，叙利亚政府公开宣布称已组建了一个国家对话团队，目标是致力于向多党民主制过渡。反对派领导人抵制这个事件，并称这是政府企图掩盖镇压示威民众活动的一种欺骗和掩饰，如果镇压活动不停止他们就不会参与对话。

### 中旬
7月11日
巴沙尔·阿萨德的支持者们袭击了法国和美国驻大马士革的大使馆。美方稱使馆建筑受到很大破坏，但没有人受伤，同时表示尽管叙利亚政府声明会严格保护大使馆的安全，但是行动却很缓慢。法国使馆的保安则通过朝空中开火驱散了人群。
美国驻叙大使Robert Stephen Ford在Facebook上批评叙政府说：7月9日有组织用石头攻击大使馆造成许多损坏，而这并不像各地和平示威的人群那样。然而叙当局却默许这种攻击行为，却让部队对和平示威者普遍采取暴力。
美国国务卿希拉里谴责袭击大使馆的行为和叙当局的做法，并说阿萨德“失去了执政的合法性”，“阿萨德并不是不可或缺的，只要他继续在台上执政美国就绝对不会对叙进行投资”。
7月13日
在Jabal al Zawiya村，有4个村民被部队打死。
7月14日
部队在袭击代爾祖爾时，打死8名抗议者。在霍姆斯有2名示威者被杀。
活动家把本周五的活动取名叫“人质自由星期五”（Friday of Freedom for Hostages），目的是要求政府释放已被逮捕而尚未被审判的超过1200名示威者。
7月15日-“人质自由星期五”
全国各地发生了很大规模的示威，共有27人被部队打死。主要发生在大马士革及其乡村，霍姆斯、卡米什利、德拉、拉塔基亚、伊德利卜、拉卡。有7万人出现在哈马的烈士广场（Martyrs square）上，25000人在代爾祖爾的大街上，2万人在阿勒颇的大街上。而位居国外的叙利亚不少团体则在所在国的叙大使馆面前进行集会。
叙利亚民族对话磋商会议于7月12日闭幕。叙各政治派别代表及反对派独立人士等共180人出席会议，通过了18点意见并发表公报。叙反对派今天组织百万人参加的游行抗议活动被认为是他们并不接受这次会议的结果。
7月17日
在几个城市发生了大型集会，在霍姆斯部队打死30人。根据一些活动家所说，部队进入阿勒颇的一些乡村。
7月18日
在Harasta的夜晚，举行了为在大马士革的Qaboun地区死亡的民众举行的葬礼和集会活动。

### 下旬
7月21日
在霍姆斯，部队使用机枪扫射大街上的人群，报道说至少40个平民被打死。部队后来也展开了逮捕和突袭行动。
活动家把本周五取名为“Friday of Khaled bin al-Walid”，以纪念一名被葬于霍姆斯的中年穆斯林军官。
7月22日-“Khaled bin al-Walid星期五”
大型示威发生：在代爾祖爾至少有45万人参加抗议，哈马有65万人参加。在其他城市也有上万人的示威举行，如东北部的库尔德人地区，德拉和霍姆斯。部队进入大马士革中心地区进行逮捕和禁止民众聚会。共计8人被部队杀害，他们大多死于阿勒颇。
7月23日
当天有许多人在叙利亚驻海外大使馆的门前示威，以抗议和谴责叙当局残暴对待国内的和平示威者。
7月26日
随着抗议的持续，部队使用坦克对大马士革的郊区Kanakar进行突袭，打死8名平民。部队也至少逮捕了250人，以达到在即将到来的斋月前削弱反对势力。
7月28日
部队再次对大马士革的周边地区实施清扫行动，逮捕许多人，并打死四人。
活动家将本周五取名为“你们的沉默等于杀害大家”（Your Silence is Killing Us），以号召那些国内仍在沉默中的许多国民与他们团结起来、并肩共同为正当权利而抗争。
7月29日-“你们的沉默等于杀害大家”
许多大型抗议活动爆发，如哈马、霍姆斯、卡米什利、阿勒颇等地，以发泄他们对部队持续屠杀平民的愤慨。部队也使用坦克朝抗议人群开火，全国有20个抗议者被打死，他们大多死于代爾祖爾。在德拉和拉塔基亚也有人看到示威者死亡。
部队在大马士革进行了大量逮捕行动，成为自6月以来部队对抗议者采取的最粗暴的镇压行动之一。
在代尔祖尔，一名上校军官宣布他已与其他数百名军人一起脱离了政府军，加入了反对政府的势力，并称他的组织为“叙利亚自由军”（Syrian Free Army）。
7月31日-斋月大屠杀
叙政府军于当日早晨出动了坦克和装甲车开始进攻哈马。
一名哈马市市民通过电话向路透社记者描述说，叙利亚政府军的坦克从四个方向朝该市进发，它们“无目的地向四方射击”。该居民表示，当地人在城市主要道路设置的路障未能阻止坦克和装甲车的推进。
当天是抗議爆發以來最血腥的一天：全国至少有136人被政府军殺死，其中在哈马有超过100人喪生和数百人受伤。而在当地监狱中的政治犯不服从管理后，也遭到士兵的枪杀，具体死亡数字不清楚。叙国家电视台则报道说有8名警察在冲突中被杀。
叙军队在代爾祖爾、Harak和阿布凱馬勒等地展开了猛烈攻击行动，試圖在穆斯林的斋月开始前使抗议活动减缓下来，防止反政府示威在斋戒月期间加剧——当地回教徒会在结束每天的斋戒后，到回清真寺举行特别的夜间祷告，他们在回教堂的聚会可能发展成大规模抗议活动。当局宣称他们的打击行动是对“武装暴力团伙袭击建筑和人群”的反应，国内的抗议者和美国大使馆的外交官则对叙政府的这种辩解予以否定和抨击。

## 八月

### 上旬
8月1日
在哈马等地再次发生大屠杀事件后，一些国家与组织均表态谴责叙利亚政府的做法：欧盟又增加了针对叙五名军官和政府高官的旅行禁令，并扩展了制裁的范围。意大利外长Franco Frattini、黎巴嫩前总理萨阿德·哈里里、土耳其总统阿卜杜拉·居尔、英国首相办公室和英国外长威廉·黑格 ，以及美国总统奥巴马均表态称叙政府的做法是血腥暴力的，土耳其总统呼吁总统阿萨德立即改革，而英国政府说阿萨德要么改革要么下台，奥巴马誓言要在国际上孤立阿萨德政权。
8月2日
在哈马市的人权组织成员哈马威告诉美联社，包括八辆坦克和数辆装甲运兵车在内的叙政府军连夜从西面向哈马市挺进约700米，在卡佐广场附近的住家和建筑物占据有利位置。
总部设在伦敦的叙利亚人权观察组织说，叙利亚部队8月1日又打死了24人，多数发生在哈马市。
意大利当天召回它在大马士革的大使，并指叙政府对该国公民展开“可怕的镇压”。美国参谋长联席会议主席马伦表示，华盛顿要通过政治与外交手段，向叙利亚政权施加压力。
根据活动人士的统计，叙利亚自爆发示威以来，至今已有约1700个平民被打死。
8月3日
当天在哈马有45名抗议者被部队打死。
8月4日
总统阿萨德签署了规范叙利亚党派制度的新《政党法》总统令，允许各派别建立政党并与自1963年来一直执政的复兴党（Baath party）有同样的运作功能，以满足要求结束复兴党一党统治地位的反政府示威势力的改革要求。报道称，阿萨德签署的总统令无须国会批准即可立即生效，这标志着该国开始朝着结束一党专政体制、向多党制的民主体制方向迈进。7月24日，叙利亚政府通过了一项在该国实施多党制的草案，旨在“丰富政治生活、创造一个新的、有活力的、允许变革的政权”。草案内容规定了“政党成立的条件以及监控它们活动的必要目标和准则”，“以及与这些政党的财政、权利以及义务等相关的规则”；草案不允许以“宗教、部落、地区利益、专业组织”等为建立政党的基准；也不允许政党以种族、性别或人种歧视为建党基准。
另一方面，军队对哈马的镇压也在持续中，从7月31日截止今天已有超过200人死于哈马。哈马也面临着缺少食物和医疗的困难局面。活动家把本周五取名为“真主与我们同在星期五”（The Friday of God is with Us）。
8月5日-“真主与我们同在星期五”
全国发生了许多大型抗议活动，如在代爾祖爾有3万人参加。而在哈马，由于军队镇压力度太大，当地没有出现集会。卡米什利、阿勒颇、德拉、霍姆斯以及许多城市郊区的居民，和大马士革市区的市民都团结起来，声援哈马的示威者。当天有24人被部队所杀，其中5人死于大马士革。
8月6日
坦克军队进入霍姆斯和代爾祖爾，以阻止当地人集会。
土耳其政府表示要派出外长到大马士革去，以代表土耳其政府要求叙当局停止镇压。而海湾合作委员会则发表声明谴责叙政府的暴力行径，呼吁叙政府推行必要的改革以保护民众的权利和尊严，满足他们的诉求。潘基文也同样谴责叙政府的暴力。
8月7日
据叙利亚的人权组织声明，有超过70人被杀，其中50人死于代尔祖尔，许多人遭到逮捕。部队从清晨发动攻击，从四方攻入代尔祖尔市内，成功控制了八个地区。居民表示，坦克车和堆土机冲击人墙，造成大量伤亡。从网上的片段显示，大批示威者死守在桥上，与试图驶向大桥的多辆坦克对峙。
阿拉伯联盟也首次表态谴责叙利亚政府。阿盟秘书长阿拉比呼吁叙当局立刻停止镇压行动，并称叙政府和民族力量应该采取一切必要措施，为认真进行全面的民族对话创造合适的氛围，对话是保证向稳定和平过渡的唯一解决办法。
罗马天主教教宗本笃十六世在当天主持祈祷时，呼吁叙利亚当局停止一切暴力行动，以及利比亚领导人与反对派透过对话解决分歧。他表示关注叙利亚局势，敦促叙政府要充分回应民众合法的期望，尊重他们的尊严和地区稳定。
8月8日
当天午夜，沙特国王阿卜杜拉发表电视讲话谴责叙政府的镇压，他还说已经召回了驻叙的大使。他告戒阿萨德要进行大的改革，否则叙利亚“将会陷入混乱的深渊”。科威特和巴林政府也召回各自驻叙大使，并表示将要尽快举行一次海湾合作委员会峰会，以对叙国内的局势做出回应。
在代尔祖尔，据人权组织所说，一个母亲和她的两个孩子在部队袭击该地的过程中被杀。这些袭击从清晨一直持续到中午。部队也从东边进入北部的Maarat an-Numan，并很快封锁了该市，以阻止任何人出入该地。
在德拉，部队袭击一个举行葬礼的人群，有7人被打死，几十人受伤。这起惨剧又激起了晚上的抗议活动，人们集会要求军警为此负责。
在线组织匿名者入侵叙国防部网站，并留言要求叙军队与抗议者站在一起。总统阿萨德解雇了国防部长阿里·哈比卜·马哈茂德（因健康原因），由达乌德·拉吉哈将军接任。
8月9日
部队从清晨开始从三个方向开始袭击伊德利卜省的Sarmin镇，逮捕了不少居民。有报道说在该省省会及其周遍出现了坦克。部队繼續圍攻代尔祖尔，其中在al-Hawiqa地区也有坦克部队。有至少15人死于代尔祖尔，2人死于伊德利卜省。有报道说與伊拉克邊境接壤的阿布凱馬勒也出现了部队。在哈马，有5人死亡，包括同一家庭中的两个孩子。在Binnish，叙部队猛烈攻击在斋月祷告后集会的人群，居民说有4名村民死亡。
反政府网站宣称前叙国防部长阿里·哈比卜·马哈茂德在其家中死亡。叙政府发言人初時表示他死于疾病。不过反对派则说他是被政府处决的。根据反对派的说法，因为阿里拒绝派军队到城市里所以被杀。然而，后来阿里在叙国家电视台露面，说他是由于疾病而辞职。
土耳其外长艾哈迈德·达武特奥卢与阿萨德进行了两个小时的会谈，他也与其他几名高官进行了4个小时的谈话，之后就离开了叙利亚。报道说阿萨德对他表示“叙不会容忍恐怖组织破坏社会稳定和国民安全的局面”，不过阿萨德也表示会采取改革措施。回到土耳其后，达武特奥卢说土政府将会与大马士革继续保持联系，同时他也敦促了阿萨德采取“正确的方式”以结束暴力，不过他没说阿萨德是否同意他的要求。同时，埃及尖锐的批评叙政府一边同意改革一边却又继续用武力镇压的做法，埃及外长Mohamed Kamel Amr称如此的改革“是没用的”，他要求阿萨德结束镇压并展开广泛的民族对话。
8月10日
叙人权观察组织宣称，在西北部的Sarmin和Taftanaz，有1人被部队打死，13人受伤。该部队由数十辆装甲车组成。同时，根据报道，政府軍似乎结束了对哈马的围攻行动，有40辆装甲运兵车载着士兵从市中心撤退。土耳其总理埃尔多安欢迎叙军的撤退行动，称“这是我们调停努力所取得的成果的信号”。然而，当天晚些时候，叙政府决定把坦克部队重新调回哈马，取消了撤退行动。
叙驻联合国代表Bashar Jaafari把叙国内的局势同英国发生的骚乱相提并论，称就如英国和其他国家发生的事情一样，叙政府也是民主选举产生的，它并不仅仅只是一个“政权”（regime）。英国驻联合国代表则对此严厉抨击道“在叙利亚，有成千上万的非武装的平民正被部队袭击，而且许多人已经被打死。叙利亚代表的比较是荒唐可笑的”。
《纽约时报》报道，41名来自复兴党的前和现政府官员宣布要主动进行政治转变，并敦促军队停止镇压抗议者。他们由与阿萨德有紧密关系的前部长Mohammed Salman所领导。
当天，美国向叙利亚最大的银行和最大的移动通信公司施加了制裁，这两家公司均由巴沙尔的侄子拉米·马克鲁夫控制。

### 中旬
8月11日
阿联酋《联合报》报道，为解决叙利亚政治危机，联合国安理会3个非常任理事国巴西、印度和南非组成的代表团访问大马士革，叙总统巴沙尔和外长穆阿利姆分别会见了代表团。会谈后代表团发表声明“巴沙尔总统承认叙利亚武装力量在对待示威民众问题上确实犯了许多错误，他还表示，为完成政治改革，将与人民进行具体协商，尽快实现民主多党制”，“巴沙尔指出将继续进行全国对话，以完成新法律的起草和制定工作，并承诺在2012年2月结束对宪法的修改。”
而昨天奥巴马发表谈话说“叙利亚危机最好解决办法就是巴沙尔下台。”白宫发言人卡尼尔昨天表示，“叙利亚政府残酷镇压民众，美国政府对此极为不安，正密切注视着叙利亚局势的发展”，“我们坚定不移地支持叙利亚人民，支持他们尊严地生活和获得真正的自由。”美国常驻联合国代表苏姗也表示“我们有充足的证据表明，在过去3个月内，叙利亚政府屠杀了2000多名示威民众，巴沙尔政府已经失去了合法性。”
一名Saraqeb镇（土耳其边境）的居民说，部队在當地朝人群无区别地开火并进行大量逮捕。反对派组织“地方协调委员会”（Local Co-ordination Committees，简称LCC）证实了这些事实。在霍姆斯省的古賽爾，报道说有11人在部队袭击该地时被杀。在哈马有两人被杀。在al-Mousaifara，部队在清晨对该地展开攻击。根据Avaaz报道，部队至少炮击了代尔祖尔的两个地区。
活动家把本周五取名为“我们只向真主低头星期五”（We will not bow except for God）。
8月12日-“我们只向真主低头星期五”
当天有大量示威发生，全国有23人被部队杀害，其中有5人死于Saqba和大马士革郊区Duma。根据活动家所说，在德拉、代尔祖尔、伊德利卜、阿勒颇、霍姆斯、哈马以及其他地方都有人死亡。在大马士革Midan地区，部队也朝集会的人群开火。
LCC报道说，沙比哈以及其他支持政府的武装，殴打和刺伤了许多示威者。在Zabadani，居民也说部队朝清真寺开火。尽管部队持续攻击霍姆斯，当地仍有接近两万人在祷告后进行示威抗议。
美国国务卿希拉里当天在美国国务院与来访的挪威外交大臣約納斯·加爾·斯特勒会谈后，在联合记者会上表示美国敦促那些“仍在购买叙利亚石油和天然气、仍在向叙利亚运送武器”的国家与叙利亚断绝商业往来。她还称巴沙尔已经丧失统治的合法性，“显而易见没有他叙利亚境况会更好”。她11日在接受美国哥伦比亚广播公司采访时说，美国寻求对叙利亚石油和天然气工业实施制裁，并希望欧洲就此采取相关举措。她同时呼吁俄罗斯停止向叙利亚出售武器。
8月13日
部队进入拉塔基亚，其中有20辆坦克和装甲车。根据活动家所说，那里至少有两个平民被杀。在代尔祖尔，活动家说一名孩子被狙击手射杀。一家土耳其报纸《Hürriyet Daily News》报道说，一名匿名的土耳其政府高官表示在土耳其的领导下军事干预叙利亚是一种可行的方式。该报道暗示土耳其政府对该地区教派紧张形势的严重焦虑，因为叙利亚局势已经影响到了伊拉克边界地区的不稳定。LCC报道说，在古賽爾、德拉雅和哈马各有1人死亡。
据德国之声报道，奥巴马当天与英国首相卡梅伦和沙特国王阿卜杜拉对叙利亚的局势进行了电话磋商。据白宫公布的消息，三位领导人重申，叙利亚政府必须立即停止对平民的武力镇压，三人也一致同意对叙利亚领导人采取进一步行动。
8月14日
LCC表示部队使用火炮持续进行攻击行动：在拉塔基亚，叙利亚海军的炮艇朝该市的地中海海岸进行炮击，打死24人。根据人权组织所说在别的地方有8个平民死亡，因此当天有32人死亡。叙利亚国家电视台宣布，有2个警察和6个武装罪犯在拉塔基亚死亡。
8月18日
美国、英国、法国、德国、加拿大以及欧盟等西方多国领导人当天发表声明，一致要求巴沙尔下台。而外交上一贯中立的瑞士也召回了驻叙大使并谴责叙当局的暴力行径。
Avaaz报道说在al-Ramel周边的下午，部队至少袭击了一个清真寺。LCC报道说，在代尔祖尔有持续的逮捕和军事行动发生。在一份调查日期截止到7月14日的报告中，联合国认定叙政府针对民众实施的各种暴力行为可能构成反人类罪。
本周五取名为“胜利开始星期五”（Friday of Beginnings of Victory）。
8月19日-“胜利开始星期五”
至少23人死亡，其中15人死于德拉省，2人死于Duma和Harasta，6人死于霍姆斯。活动家表示有6人是在Inkhil一个村的清真寺里被袭击的部队打死的。大约6000人在大马士革的郊区Qadam进行集会，高喊巴沙尔·阿萨德总统应该接受国际刑事法院的审判的口号。目击者说，部队使用催泪瓦斯驱赶人群没有成功后就开枪，至少打伤5人。欧盟外长凯瑟琳·阿什顿表示，欧盟将对叙石油出口进行制裁。而俄罗斯政府则反对西方各国制裁叙政府，说巴沙尔·阿萨德“需要时间去实现他承诺的变革”。
8月20日
19日到今天的死亡人数升到了34人。叙部队使用坦克部队重新围攻霍姆斯，以阻止当地人集会。

### 下旬
8月21日
阿萨德在接受国家电视台采访时表示坚决拒绝辞职，他认为西方各国政府的要求“不值一提”，他们无权要求由叙利亚人民选举的总统辞职。他说叙利亚正在经历一个过渡进程，国家的问题必须通过政治途径解决。他宣布将进行宪法改革并预计2012年举行选举。
在哈马，沙比哈成员朝大街上的民众开枪，打死2人。
8月22日
在美国、欧盟国家以及四个阿拉伯国家约旦、科威特、沙特阿拉伯和卡塔尔等24个国家的要求下，联合国人权理事会在日内瓦就叙利亚人权状况举行第二次特别会议。人权高专皮莱在特别会议上发表讲话说至今共有2200个平民被叙部队打死；她呼吁叙政府停止对和平抗议民众使用武力，应立即无条件地释放所有因参加和平抗议而被拘禁的人士；叙政府还应该允许难民和内部流离失所者安全和自愿返回他们在叙利亚的居住地，并应允许国际人权专家进入该国展开调查；她在汇报叙利亚人权状况事实调查小组的调查结果时指出：有证据表明，叙安全和军事部队“广泛和有系统地”侵犯人权，包括谋杀、强迫失踪、实施酷刑、剥夺自由和迫害，这些行为就其规模来看可构成危害人类罪，她呼吁安理会将叙局势提交国际刑事法院审理。
一个联合国小组到霍姆斯进行访问，以评估人道主义形势和叙当局滥用武力侵犯人权的状况。人权观察表示，就在小组离开该地后的不久，部队又朝集会人群开枪，导致至少4人被打死。
8月23日
叙利亚50多名反对派代表在土耳其伊斯坦布尔举行了为期3天的闭门会议，他们宣布成立全国委员会，其目标是推翻并取代巴沙尔·阿萨德政权。亚西尔·塔巴拉对记者表示，反对派代表在会上一致认为和平抵抗将是反对派组织的原则，并强调：“我们并不寻求外国军事干预。”
人权组织表示，在伊德利卜省、哈马省和霍姆斯省共计至少有12人遇害。
8月24日
叙人权组织报道说，在叙西部一名妇女被酷刑折磨而死。而半岛电视台报道：3个平民在霍姆斯被部队打死，在Nessieb一名抗议者在夜间被狙击手射杀，哈马外面的农田区有5人被杀。阿拉伯人权组织表示当天有13人死亡，并报道说在代尔祖尔和大马士革郊区有数名抗议者遭到枪杀。而LCC则说全国至少有17人死亡。
俄罗斯外交部和中國政府发表声明，敦促国际势力不要干预叙利亚的“内部事务”。
8月26日-“忍耐与坚定星期五”
作为斋月的最后一个星期五，在大马士革、代尔祖尔、德拉、Douma、哈马、霍姆斯以及伊德利卜省都发生了大型的抗议活动，部队用枪火和催泪瓦斯来对付示威者。活动家说，在夜晚部队袭击大街上的集会的人群时有8名抗议者被打死。LCC说，在Qusayr，部队朝一个集会射击后，打伤6人。在代尔祖尔有至少3名抗议者被打死。而在Nawa、Mleeha、Qaboun、Bosra、Ma`arrat an-Nu`man各有一名抗议者死亡。许多抗议者也高举着庆祝利比亚人推翻了卡扎菲的卡片。根据各地居民表示，许多地方都有坦克部队。
8月30日
作为开斋节的第一天，在德拉、霍姆斯和大马士革郊区都有数千人的抗议活动。部队朝人群开枪，LCC表示至少9人被打死；而一名活动家说在德拉省有6人死亡，其中包括一名13岁的男孩。LCC也表示说，在Rastan、拉塔基亚、塞奈迈因、Qara、Qudsaya、Jableh和卡米什利都有部队的攻击行动发生。由于有许多家庭的家人已经自示威发生至今被打死，因此该国庆祝节日的活动几乎没有。